# 틈새라면 (라면)
틈새라면은 대한민국의 식품 회사인 팔도에서 생산하는 라면이다. 첫 출시는 2006년 1월 3일에 GS25 편의점의 PB상품으로 출시했으나 이후 인기가 높아지자 팔도 상품으로 정식 출시하였다. 틈새라면은 1981년 김복현 사장이 서울 명동에서 작은 틈새가게로 시작한 라면을 모티브로 했다.

## 제품
틈새라면
출시일은 2006년 1월 3일로 틈새라면 시리즈의 최초 버전이다. GS25 편의점의 PB상품이다
틈새라면 빨계떡
팔도 브랜드로 출시한 틈새라면 시리즈의 첫 제품이다. 2009년에 출시되었고 2017년에는 스코빌지수가 더 올라간 제품으로 리뉴얼 되었다. 

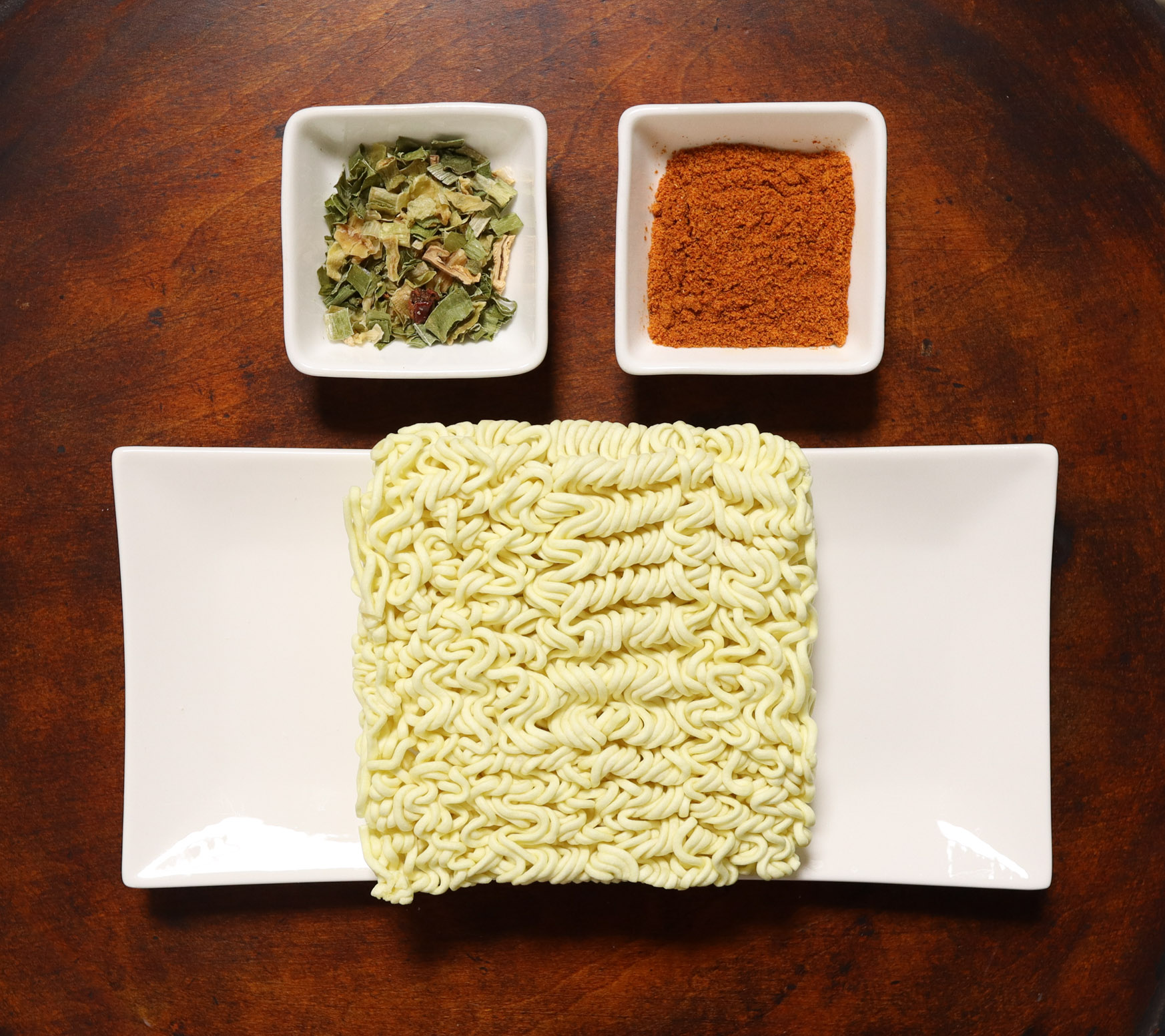
틈새라면 빨계떡 재료
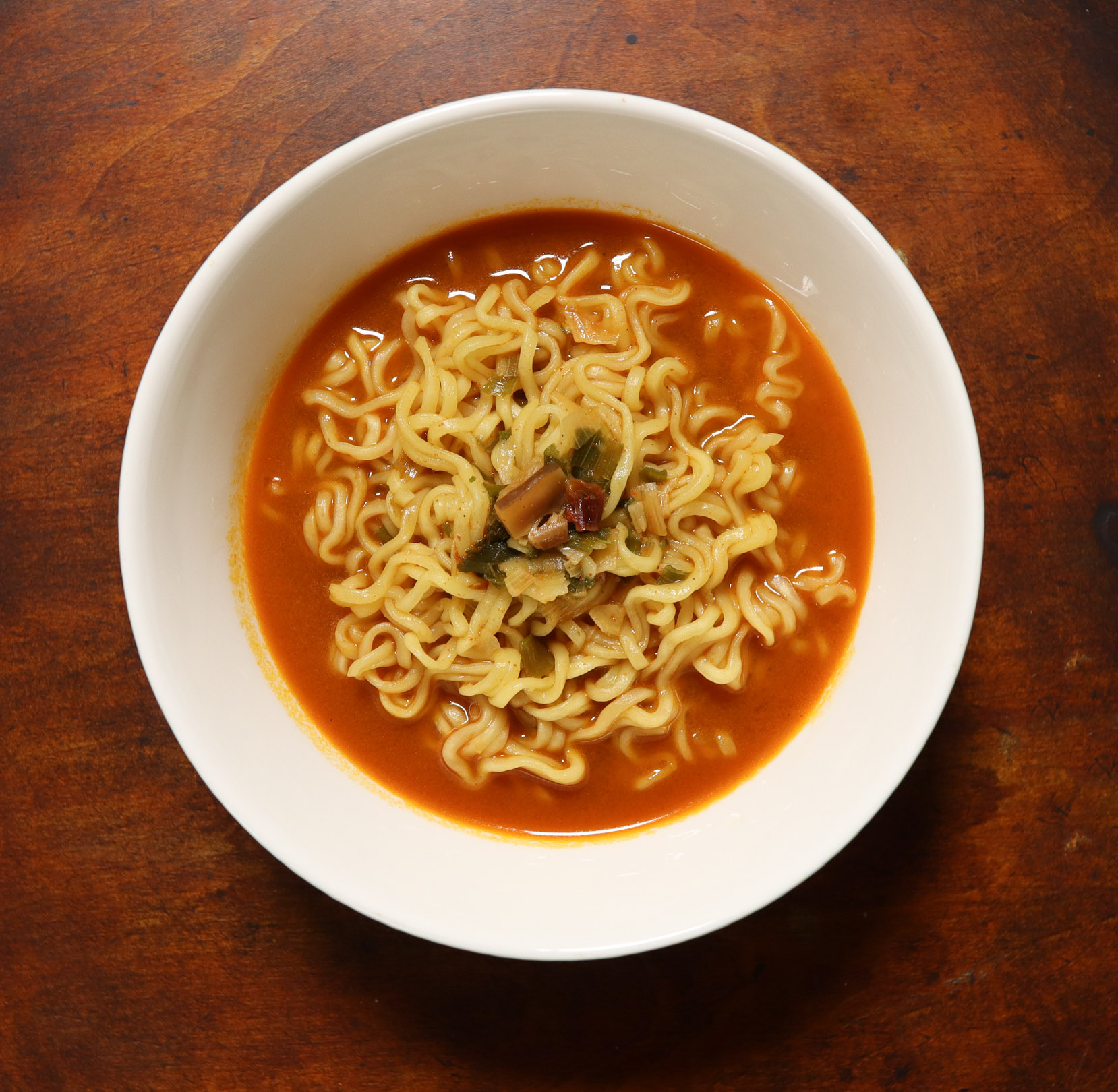
틈새라면 빨계떡
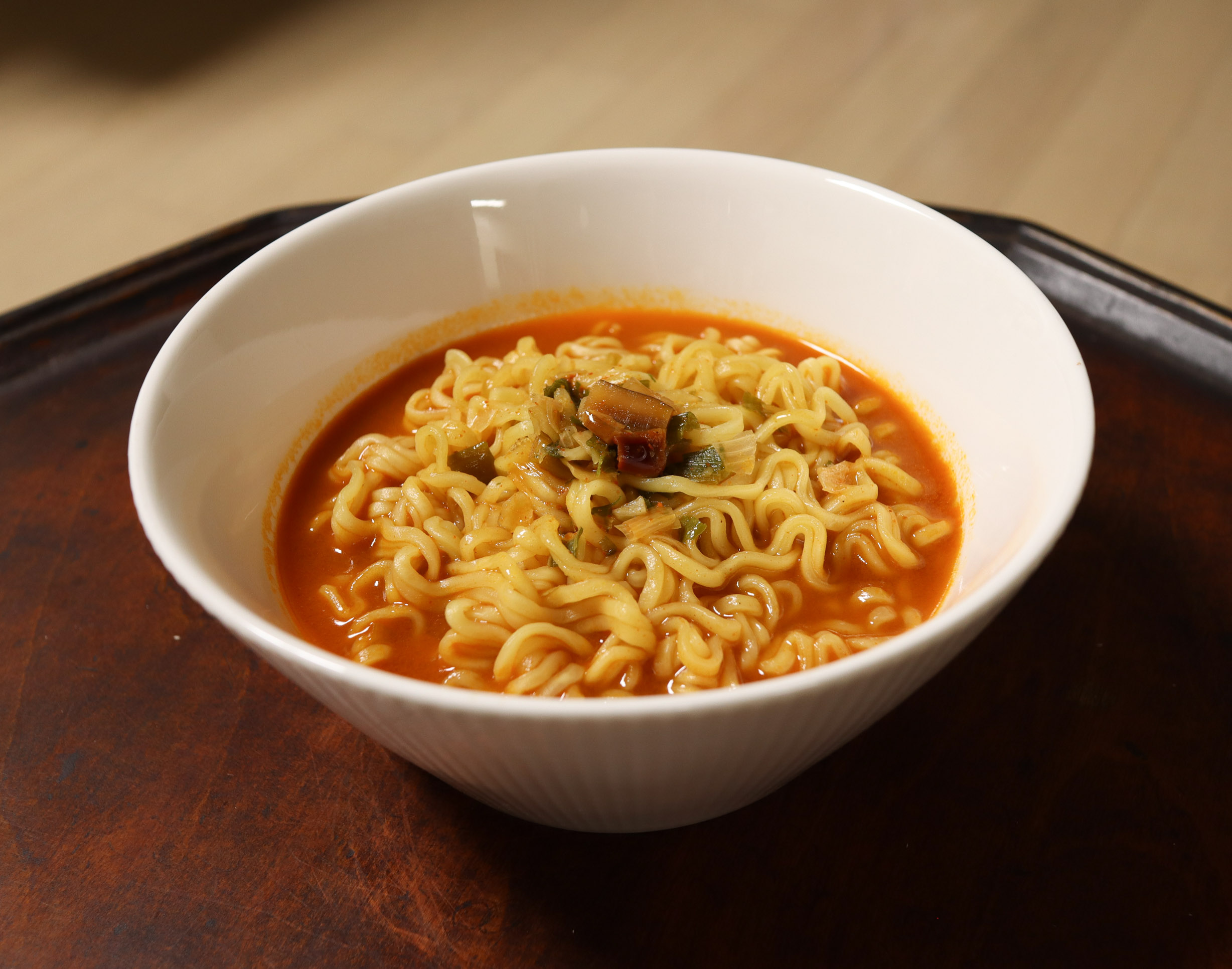
틈새라면 빨계떡

체다치즈 틈새라면
2018년 2월 6일 출시되었다. 치즈가 첨가된 제품이다.
틈새라면 볶음면
2020년 10월 3일에 출시한 제품이다. 틈새라면의 볶음면 형태의 제품이다.
틈새라면 매운김치
2021년 2월 25일 출시한 제품이다. 틈새라면에 매운김치 맛을 첨가한 제품이다.
틈새 오모리김치찌개라면
2021년 11월 출시되었다. 팔도 틈새라면과 2014년 12월 출시한 GS25의 PB상품인 오모리김치찌개라면의 콜라보 제품이다. GS25 편의점에서만 판매된다.
틈새 비빔면 컵
2021년 11월 출시되었다. 틈새라면과 팔도비빔면을 콜라보레이션 한 컵라면 제품이다.
틈새라면 극한체험
2022년 1월에 한정판으로 출시되었으며 인기가 높아지자 2022년 3월 정식 판매 제품으로 확정되었다. 스코빌지수는 15,000이다.
틈새라면 매운짜장
2022년 2월 17일 출시되었으며 중식당 브랜드 CHAI797와 협업한 제품이다. 틈새라면의 짜장라면 버전이다.
틈새라면 매운카레
2022년 2월 17일 출시되었으며 틈새라면의 카레비빔면 버전이다.